# Vorskla
Il fiume Vorskla (Ворскла) scorre fra Russia e Ucraina nord-orientale ed è affluente di sinistra del Dnepr (il quale sfocia a sua volta nel Mar Nero). Ha origine sulle pendici occidentali del Rialto centrale russo vicino al villaggio di Pokrovka (Oblast' di Belgorod, Russia). Confluisce nel Dnepr a 514 km dalla foce vicino al villaggio di Svetogorskoe (Oblast' di Poltava, Ucraina). Nel 1399 in questa zona venne combattuta la Battaglia del fiume Vorskla fra i lituani di Vitoldo e i mongoli dell'impero di Tamerlano. Nel 1709, Carlo XII fu sconfitto a Poltava, sulle rive di questo fiume, da Pietro il Grande, nel corso della Grande Guerra del Nord.
Scorre per una lunghezza di 464 km di cui 118 in territorio russo e 336 in territorio ucraino e ha un'area di bacino di 14.700 km². È perlopiù navigabile fra la città di Kobeljaky e il delta. Tende a ghiacciare fra dicembre e marzo.
Gli affluenti principali sono: Riva destra: Vorsklyca e Boromlya. Riva sinistra: Merla, Kolomak e Tahamlik.
Le maggiori città toccate dal suo corso sono: Poltava, capoluogo dell'Oblast' di Poltava, Ochtyrka, nell'Oblast' di Sumy e Kobeljaky (Oblast' di Poltava).